# The Phantom
The Phantom (en Hispanoamérica, El Fantasma; en España, El Hombre Enmascarado) es una serie clásica de historietas de aventuras estadounidense, considerada también una precursora estética del cómic de superhéroes, cuando no su pionera. El personaje principal, el Phantom, es un ficticio luchador contra el crimen enmascarado que opera desde el ficticio país africano de Bangalla. El personaje ha sido adaptado a la televisión, el cine y los videojuegos. 
Creada por el guionista Lee Falk en 1936 con la colaboración de dibujantes como Ray Moore, aún se publica en la actualidad, y ha tenido adaptaciones a otros medios, como novelas, películas y series de televisión. La serie comenzó con una tira diaria de periódico el 17 de febrero de 1936, seguida de una tira dominical en color el 28 de mayo de 1939; ambas siguen publicándose a 2022. En 1966, la King Features declaró que The Phantom era publicada en 583 periódicos de todo el mundo. En su apogeo, la tira era leída por más de 100 millones de personas al día.
Falk trabajó en The Phantom hasta su muerte en 1999; a partir de entonces, la tira cómica ha sido escrita por Tony DePaul. Desde 2016, la dibuja Mike Manley (de lunes a sábado) y, desde 2017, Jeff Weigel (los domingos). Entre los dibujantes previos de la tira se encuentran Ray Moore, Wilson McCoy, Bill Lignante, Sy Barry, George Olesen, Keith Williams, Fred Fredericks, Graham Nolan, Eduardo Barreto, Paul Ryan y Terry Beatty. 
En la tira, el Phantom era el número 21 de una estirpe de luchadores contra el crimen que comenzó en 1536, cuando el padre del marinero británico Christopher Walker murió durante un ataque pirata. Christopher hizo un juramento sobre la calavera del asesino de su padre de luchar contra el mal y dio comienzo al legado del Phantom, que pasaría de padre a hijo. Entre los apodos del Phantom figuran «El fantasma que camina», «Guardián de la oscuridad oriental» y «El hombre que no puede morir».
A diferencia de muchos otros superhéroes, el Phantom no tiene superpoderes; depende totalmente de su propia fuerza, inteligencia y el mito de su inmortalidad para actuar contra las fuerzas del mal. El Fantasma 21.º está casado con Diana Palmer, a quien conoce mientras estudiaba en Estados Unidos y con quien tiene dos hijos, Kit y Heloise. Tiene un lobo amaestrado llamado Diablo y un caballo llamado Héroe, y al igual que los 20 Phantoms anteriores vive en la antigua Cueva de la Calavera.
El Phantom fue el primer héroe de ficción en vestir el traje de mallas ceñido que se ha convertido en un sello distintivo de los superhéroes de los cómics, y fue el primero en aparecer con una máscara que ocultaba sus pupilas (otro estándar entre los superhéroes modernos). El historiador de cómics Peter Coogan ha descrito al Phantom como una figura de «transición», ya que tiene algunas de las características de héroes de revistas pulp como La Sombra o el Araña y de héroes selváticos previos como Tarzán, a la vez que anticipa los rasgos de héroes de los cómics como Superman, Batman o el Capitán América.

## Trayectoria editorial

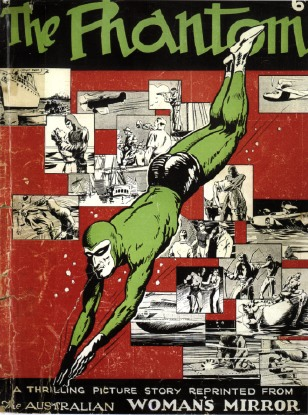
The Phantom #1 (reimpresión por Australian Women's Mirror).

Después del éxito de las tiras de Mandrake el mago, la agencia de prensa King Features le pidió a Lee Falk que creara una nueva tira. El primer intento de Falk fue una tira sobre el Rey Arturo y sus caballeros, que Falk escribió y dibujó. Cuando la King Features la rechazó, Falk creó una tira con el nombre de «The Phantom», que trataba sobre un misterioso personaje disfrazado que luchaba contra el crimen. Falk planeó los primeros meses de la historia y dibujó las primeras dos semanas como muestra.
Fascinado con los mitos y leyendas (tales como las del Rey Arturo o el Cid), así como por los personajes ficticios modernos del Zorro, Tarzán y Mowgli (de la obra de Kipling), a los que hay que añadir toda la literatura pulp de los años veinte y treinta del siglo XX, con personajes como Doc Savage, La Sombra o Conan,[cita requerida] Falk imaginó al personaje como Jimmy Wells, un millonario playboy de día y un héroe que luchaba contra el crimen en las noches. Durante su primera historia, «The Singh Brotherhood», Falk decidió cambiar el ambiente a la selva e hizo del Phantom una figura mítica, aparentemente inmortal. Pensando que ya había demasiados personajes con el nombre de «the Phantom» (incluyendo al personaje de las pulp The Phantom Detective y al Fantasma de la Ópera), Falk consideró llamar a su héroe «The Gray Ghost» (El fantasma gris), pero insatisfecho con esta y otras alternativas, decidió quedarse con «The Phantom».
En el documental para televisión de A&E, The Phantom: Comic Strip Crusader, Falk explicó que los bustos griegos fueron su inspiración para ocultar las pupilas del Phantom cuando el personaje llevaba su máscara. Falk creía erróneamente que los antiguos bustos griegos no tenían pupilas (en realidad, iban pintadas originalmente pero se habían desvanecido con el tiempo), lo que, según él, les daba un «aspecto inhumano y sobrecogedor». En una entrevista para Comic Book Marketplace, Falk dijo que el traje de mallas ceñido al cuerpo del Phantom fue inspirado en Robin Hood, que llevaba mallas en las películas y en las obras teatrales.
Falk era un entusiasta de la obra de Shakespeare y la historieta incluía varias referencias al dramaturgo. Entre ellas, el tercer Fantasma interpreta a Julieta en el estreno original de Romeo y Julieta, además de casarse con la sobrina de Shakespeare.
Comenzó a publicarse como tira cómica diaria el 17 de febrero de 1936 y, a partir del 28 de mayo de 1939, también como suplemento dominical en color, publicación que ha continuado hasta la actualidad en diversos periódicos del mundo.
En español, ha sido publicada de forma seriada en Tit-Bits (Argentina, años 40) Un español, Joan Boix, la continúa actualmente para el mercado escandinavo.

## Argumento
En 1536, un barco mercante inglés es atacado en aguas del Pacífico por los piratas Singh. El único superviviente, hijo del capitán del navío, Christopher Walker (llamado a veces Christopher Standish en ciertas versiones de la historia), alcanza a nado la costa, donde es encontrado por pigmeos de la tribu Bandar, quienes le curan y le cuidan. Jura sobre la calavera del asesino de su padre «¡la destrucción de la piratería, la avaricia, la crueldad y la injusticia, en todas sus formas!»
Los Bandars llevan a Christopher a una cueva que asemeja una calavera humana. Chistopher luego talla los rasgos para aumentar este parecido. Esta Cueva de la Calavera se convirtió en su casa. Usando un disfraz basado en el dios demonio, Christopher se convierte en el primero de quienes luego serían conocidos como el Phantom. Al morir, su hijo asumió el rol, y cuando éste murió fue reemplazado por su hijo, y así en adelante. Tal sucesión continuaría a lo largo de los siglos, tal que al morir cada Fantasma, su hijo hereda su traje y máscara característicos, perpetuando así la idea de que es el mismo hombre a través de los siglos y creando la leyenda, entre piratas y nativos, de un único fantasma vengador que nunca muere. Estas personas le dieron sobrenombres como los de «El Fantasma que Camina» o «El Hombre que No Puede Morir». Todos los Phantom previos se encuentran sepultados en la Cueva de la Calavera.

El Fantasma tiene aventuras en todo el mundo, aunque su base está en los bosques profundos del país ficticio de Bengali (originalmente «Bengalla» o «Bangalla» y rebautizada Denkali en la edición india), que inicialmente se situaba en algún lugar de la costa indostánica, pero luego pasó a estar ubicado en la costa oriental africana. El Phantom es el comandante de la Patrulla de la Jungla de Bangalla. A raíz de una traición que conllevó a la muerte del 14° Phantom, la identidad de éste se mantiene oculta de los demás miembros de la patrulla. El Phantom emplea varios métodos para mantenerse en contacto, incluyendo un radio y una caja fuerte con un fondo falso.

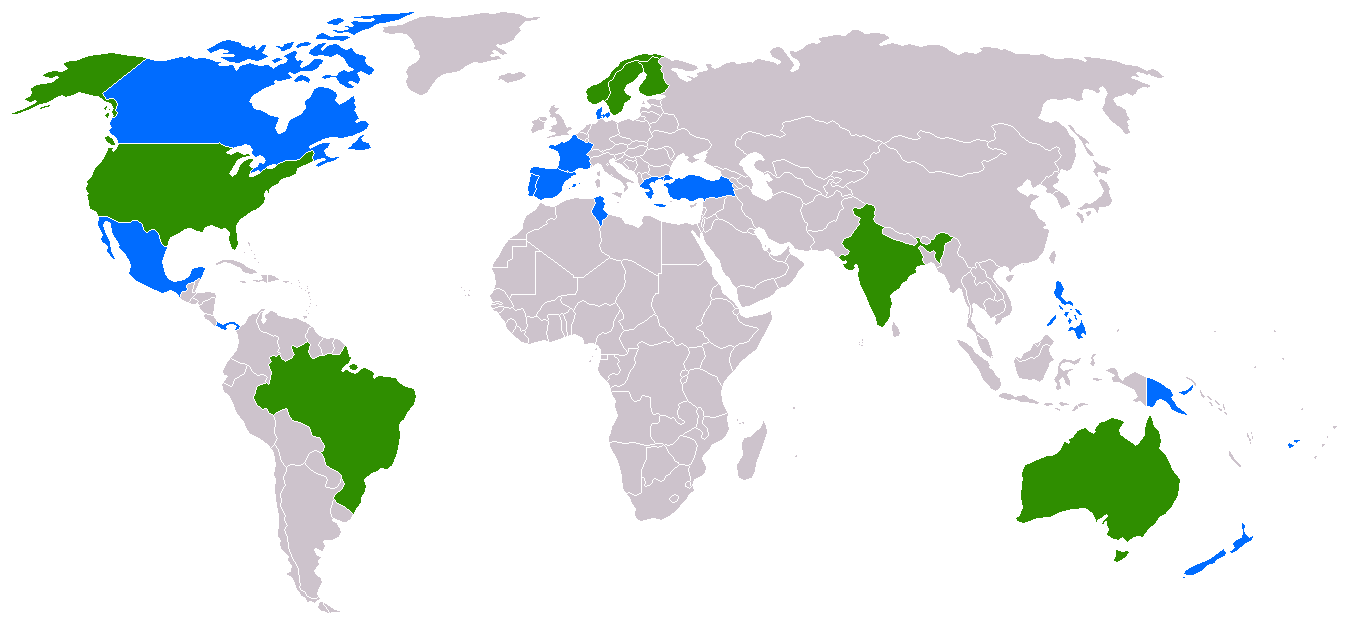
Mapa de lugares donde se imprime The Phantom. Los países verdes son donde hay publicaciones regulares de The Phantom, mientras que los países azules son donde se imprime The Phantom en diarios.

La tira de prensa original se centra en el Fantasma número XXI, el último de la estirpe, que vive en siglo XX d. C. (de vez en cuando se narran las aventuras de Fantasmas previos), quien asume en su «personalidad civil» el nombre de Kit Walker (el mismo de sus antepasados). Como todos los anteriores Fantasmas, el Phantom lleva un antifaz negro y un traje ceñido morado. También lleva armas de mano de la época respectiva, actualmente dos pistolas M1911 en un cinturón especial con una hebilla en forma de calavera, armas que nunca usa para matar. También lleva dos anillos: uno con la imagen de una calavera, para marcar a los criminales mediante un golpe en la mandíbula; el otro, con un símbolo de paz que identifica a quienes lo ayudan en su lucha. Lo acompaña siempre su fiel lobo Devil (en español Satán o Diablo) y su caballo blanco, Hero (en español Héroe). 
Aunque ya había habido luchadores contra el crimen enmascarados, como el Zorro, la Sombra o the Clock, el Phantom fue el primer personaje de ficción en llevar el traje ceñido y los ojos sin pupilas visibles que se han convertido en marca de los superhéroes. Su creador, Lee Falk, había imaginado originalmente un traje gris e incluso pensó en bautizar a su creación con el nombre de «Fantasma Gris». No fue hasta el debut de la tira dominical del Phantom en 1939 cuando se mostró que el traje era morado. Falk, sin embargo, siguió refiriéndose al traje como gris en el texto de la tira en varias ocasiones posteriores, pero eventualmente aceptó el color morado. En una historia de la tira dominical publicada en la década de 1960 se mostró que el primer Fantasma eligió el traje basándose en la apariencia de un ídolo de la selva, y tiñó la tela con bayas selváticas de color púrpura. 
En su lucha, se enfrenta a diversos malhechores, como los piratas de la Hermandad Singh, ayudado por su amigo Guran (jefe de una tribu pigmea) y por su interés romántico y futura madre de sus hijos: Diana Palmer, personaje que desde el primer momento se mostró avanzado para su época: luchadora, aventurera y empleada de la ONU. 
En las historias se presenta la superioridad del hombre blanco, pero también la incomprensión e indiferencia con que acogen sus disposiciones los indígenas en una obra donde el imperialismo occidental ni se exalta ni se critica. 

## Adaptaciones

### Cine
The Phantom es una película de aventura y acción de 1996 protagonizada por Billy Zane como el Fantasma, Kristy Swanson, Catherine Zeta-Jones, Treat Williams, James Remar y Patrick McGoohan. Fue dirigida por Simon Wincer.

### Televisión
Una serie de televisión animada ambientada en el futuro, titulada, El Fantasma 2040, así como su participación en la serie de los 80's llamada, Los Defensores de la Tierra, y un serial de películas llamadas The Phantom en 1943.
The Phantom (Syfy)
El 29 de julio de 2008, el guionista Daniel Knauf anunció que con su hijo y colaborador Charles Knauf había completado un período de cuatro horas, TV-movie script para SCI FI Channel (más tarde llamado Syfy), protagonizado por la 22 ª Phantom. [88] El 23 de marzo de 2009, Sci Fi Channel anunció que ordenó formalmente un miniserie de cuatro horas en dos partes, que también sirvió como piloto. La miniserie, llamada simplemente The Phantom, fue producida por Muse Entertainment y RHI Entertainment. Se estrenó en Canadá en la red de la película en diciembre de 2009, como parte de dos miniseries, por un total de tres horas. La serie fue filmada en Nueva York, Costa Rica y Montreal. 
En la historia Kit estudiante de derecho se entera de que había sido adoptado, y es en realidad el hijo de 21.º Phantom y Diana Palmer Walker. Se une al equipo Phantom en las selvas de Bengalla (en esta versión, Bengalla es una pequeña isla en Indonesia) y es entrenado en las artes marciales y el combate, emergiendo como el Phantom junto a luchar contra la Hermandad Singh y guarde el único hombre que puede llevar la paz a Oriente Medio. El Fantasma 22.º lleva un traje modificado que es altamente resistente a las balas, hojas y caídas, duplica su fuerza y puede hacer que se mueva más rápido. 
La miniserie salió al aire en Syfy en junio de 2010, y fue lanzada en Blu-ray y DVD de Vivendi Entertainment.

### Documentales
En 1996, A & E ha creado un documental sobre la historia del fantasma de televisión, llamado The Phantom: Comic strip crusade. Narrado por Peter Graves, entrevistas al creador Lee Falk, los actores Billy Zane y Kristy Swanson, director Simon Wincer, Frew-editor Jim Shepherd, George Olesen, Keith Williams, y el presidente de los Amigos de Estados Unidos fantasma del club de fanes de la Phantom, Ed Rhoades. El documental fue lanzado en DVD en 2006.

### Musicales
Un musical sobre el Phantom fue producido en Suecia en 1985, escrito por Peter Falck y Wrethagen Urbano y protagonizó Wrethagen Urbana como el Fantasma. Una grabación de las canciones fue lanzada en LP y una adaptación cómica de la historia fue publicada en la revista Fantomen sueco. 
Otro musical llamado "Fantomets claro bryllup" ("Happy Wedding El Fantasma") se realizó en Noruega, con el actor Knut Husebø como Fantomet y la popular cantante noruega Jahn Teigen componiendo la música y tocar el antagonista. Este tono humorístico sobre el carácter incluido el choque Phantom con Tarzán. Teigen también tenía una canción de éxito de la relación del Fantasma con Diana Palmer.

### Whitman
La primera novela sobre el Fantasma fue publicada en 1944 por Whitman Publishing Company y se llamó Son of the Phantom. Fue escrita por Dale Robertson. El libro estaba basado en la historia de la tira Childhood of the Phantom, escrita por Lee Falk, aunque Falk no está envuelto con la novela.

### Avon
Avon Publications en EE. UU. publicó 15 libros basados en historias de Lee Falk. Estos libros se publicaron desde 1972 hasta 1975 y fueron escritos por el mismo Falk o por un escritor desconocido. Las portadas fueron dibujadas por George Wilson. Muchos de los libros fueron traducidos a otros idiomas.
1. The Story of the Phantom: The Ghost Who Walks 1972, Lee Falk
2. The Slave Market of Mucar 1972, Basil Copper
3. The Scorpia Menace 1972, Basil Copper
4. The Veiled Lady 1973, Frank S. Shawn
5. The Golden Circle 1973, Frank S. Shawn
6. The Mysterious Ambassador 1973, Lee Falk
7. The Mystery of the Sea Horse 1973, Frank S. Shawn
8. The Hydra Monster 1973, Frank S. Shawn
9. Killer's Town 1973, Lee Falk
10. The Goggle-Eyed Pirates 1974, Frank S. Shawn
11. The Swamp Rats 1974, Frank S. Shawn
12. The Vampires & the Witch 1974, Lee Falk
13. The Island of Dogs 1975, Warren Shanahan
14. The Assassins 1975, Carson Bingham
15. The Curse of the Two-Headed Bull 1975, Lee Falk

En 2006, los libros The Story of the Phantom: The Ghost Who Walks y The Veiled Lady fueron lanzados como libros de audio en Noruega y en Suecia, como parte de la celebración del aniversario número setenta del personaje.

## Premios
- 1989 Premio Haxtur al Autor que Amamos, concedido por el Salón Internacional del Cómic del Principado de Asturias en Oviedo.